# Arcade d'Osborne
L'arcade d'Osborne est l'épaississement du fascia unissant les deux chefs huméral et ulnaire du muscle fléchisseur ulnaire du carpe. Elle contribue à la constitution du sillon du nerf ulnaire.
Dans 12% des cas elle est doublée d'un faisceau musculaire inconstant : le muscle épitrochléo-anconéen.

## Anatomie fonctionnelle
L'arcade d'Osborne se tend lors de la flexion du coude.

## Aspect clinique
L'arcade d'Osborne peut être à l'origine d'une compression du nerf ulnaire occasionnant le syndrome du canal ulnaire au coude.
Sa résolution peut être chirurgical par incision de l'arcade.